# 畫板

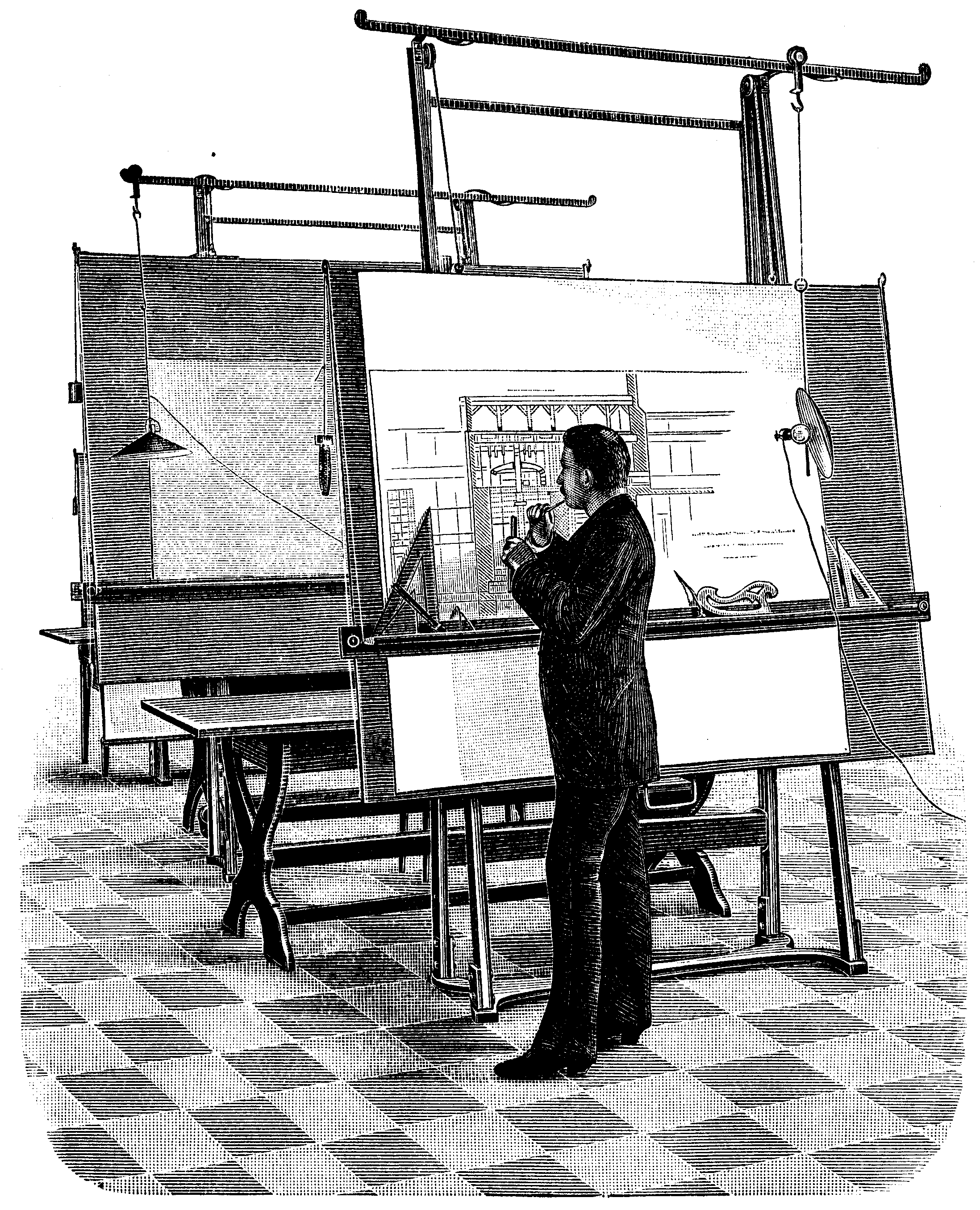
19世纪的一位建筑师與繪圖板

畫板又稱绘图板、绘图桌或建筑师桌，是一种多用途书桌，人們可以在桌子上鋪上纸張並在紙上畫畫、书写、即兴素描或起草工程圖或建筑图。